# Adhemarius
Adhemarius ist eine Gattung innerhalb der Schmetterlingsfamilie der Schwärmer (Sphingidae).

## Merkmale
Die Falter sind verhältnismäßig groß mit sehr langen und schlanken Körpern. Die sichelförmigen Vorderflügel haben eine deutlich nach innen gebogene Flügelspitze. Der Außenrand beider Flügelpaare ist mehr oder weniger ausgekehlt. Die Flügelfarben umfassen verschiedene Schattierungen von Grün, Hellbraun und Rot. Basal befindet sich am Vorderflügel ein großer dunkler Punkt, bei manchen Arten auch mehrere. Die Fühler der Männchen sind gekämmt, die der Weibchen sind fadenförmig.
Die Präimaginalstadien sind nur unzureichend bekannt. Nur die Raupen von Adhemarius gannascus und Adhemarius ypsilon sind bislang aus der Zucht bekannt. Beide haben lange, schlanke Körper, die sich nach vorne zu einem spitz zulaufenden Kopf verjüngen. An den Seiten des Körpers befindet sich eine Reihe von schrägen Streifen. Das Analhorn ist sehr lang und stark granuliert. Da diese Merkmale typisch für die Unterfamilie Smerinthinae ist, kann davon ausgegangen werden, dass die übrigen Raupen der Gattung ähnliche Merkmale aufweisen.

## Vorkommen
Die Gattung ist hauptsächlich neotropisch verbreitet.

## Systematik
Weltweit sind 17 Arten der Gattung bekannt:
- Adhemarius blanchardorum (Hodges, 1985)
- Adhemarius daphne (Boisduval, 1875)
- Adhemarius dariensis (Rothschild & Jordan, 1903)
- Adhemarius dentoni (Clark, 1916)
- Adhemarius donysa (Druce, 1889)
- Adhemarius eurysthenes (R. Felder, [1874])
- Adhemarius fulvescens (Closs, 1915)
- Adhemarius gagarini (Zikan, 1935)
- Adhemarius gannascus (Stoll, 1790)
- Adhemarius globifer (Dyar, 1912)
- Adhemarius jamaicensis (Rothschild & Jordan, 1915)
- Adhemarius mexicanus Balcázar & Beutelspacher 2001
- Adhemarius palmeri (Boisduval, [1875])
- Adhemarius roessleri Eitschberger, 2002
- Adhemarius sexoculata (Grote, 1865)
- Adhemarius tigrina (R. Felder, [1874])
- Adhemarius ypsilon (Rothschild & Jordan, 1903)

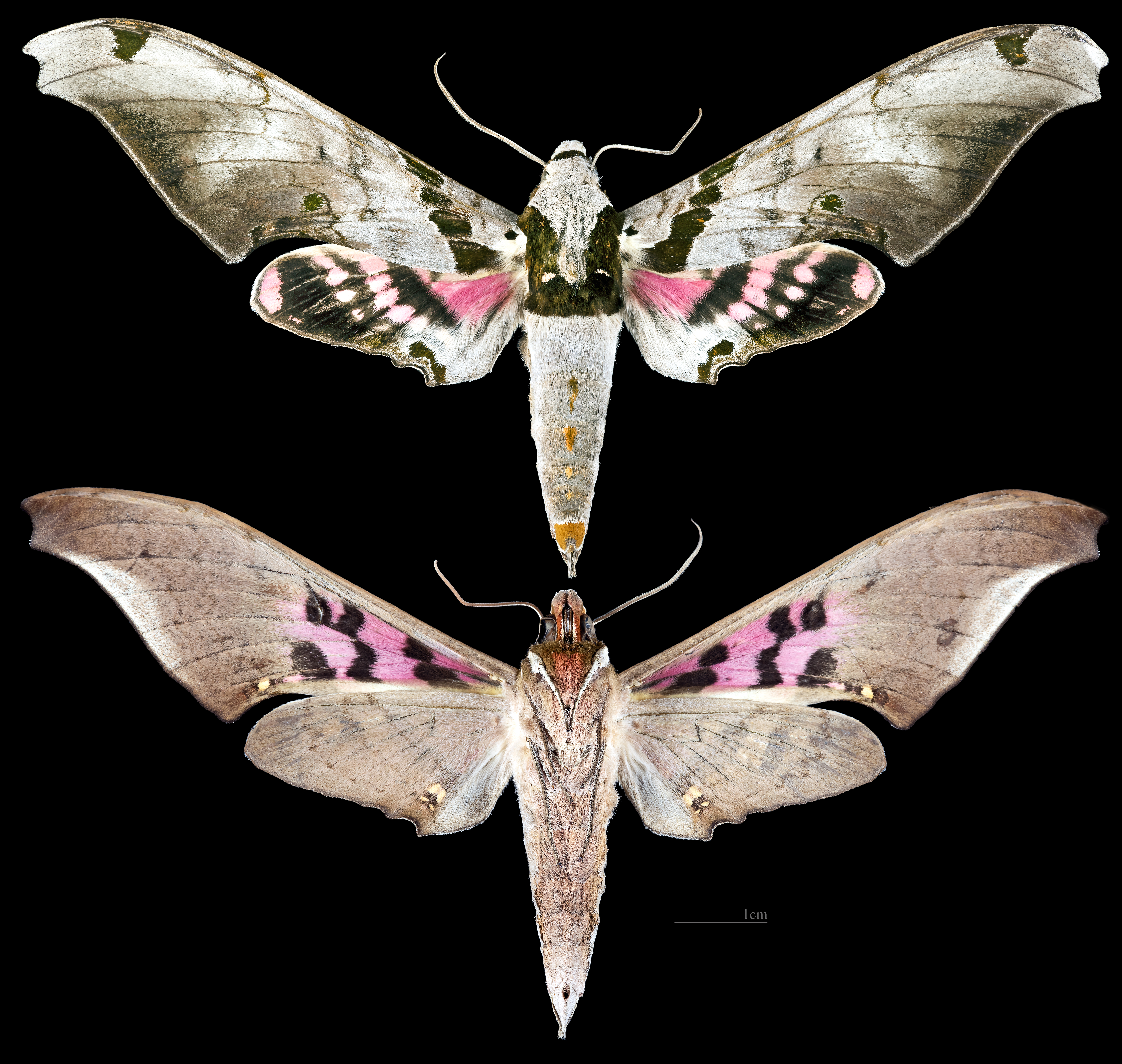
Adhemarius dentoni
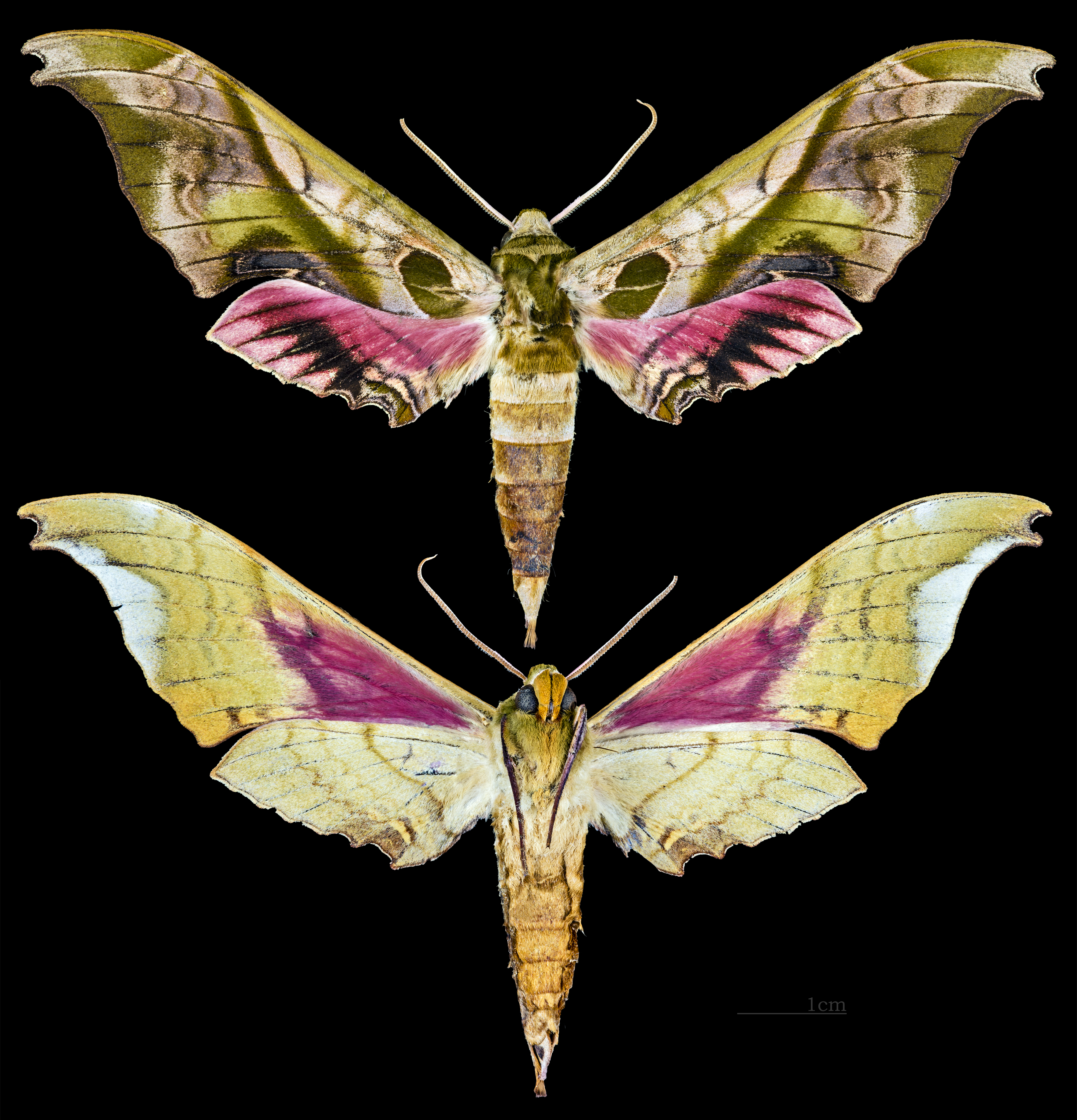
Adhemarius donysa
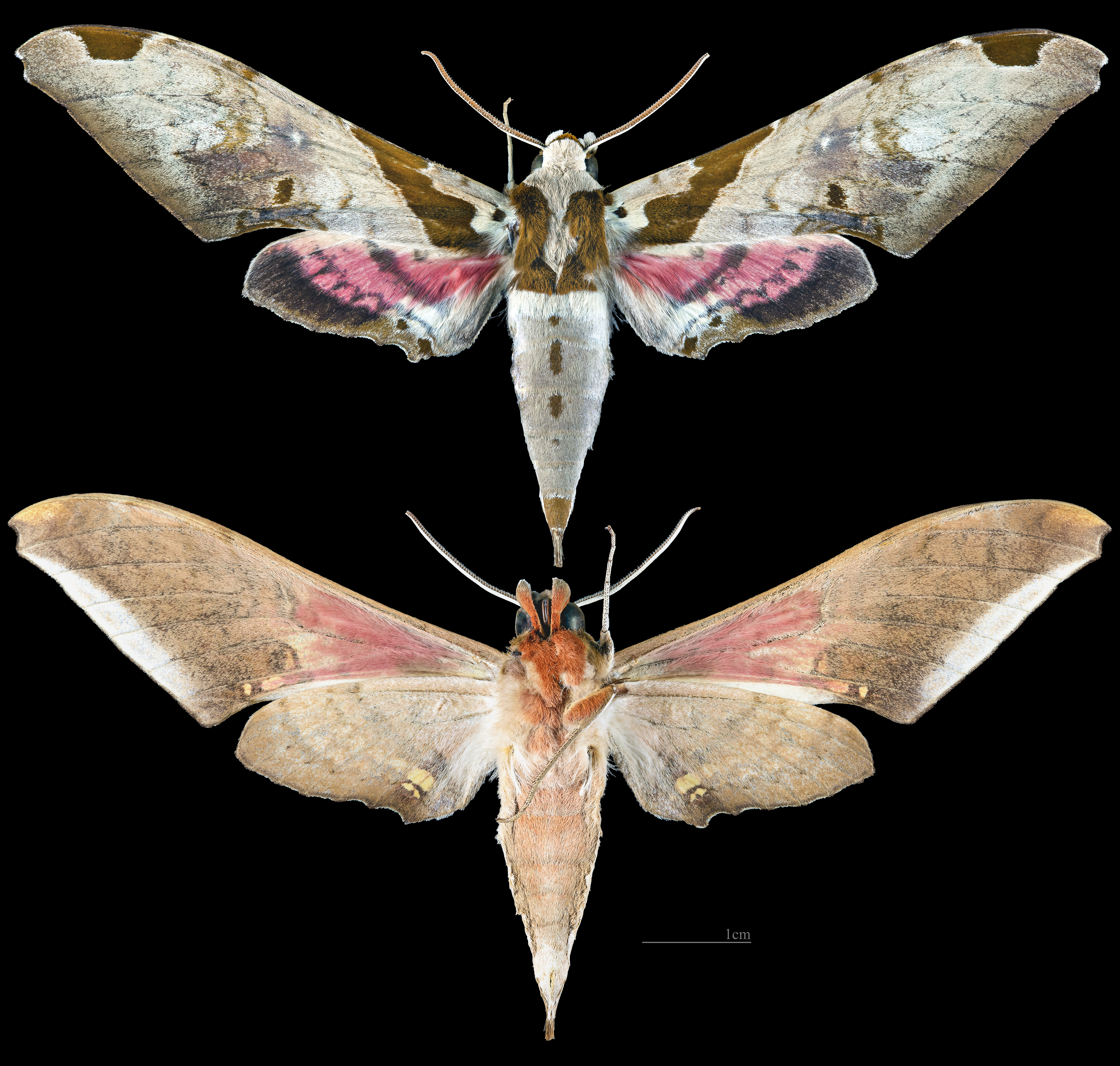
Adhemarius eurysthenes
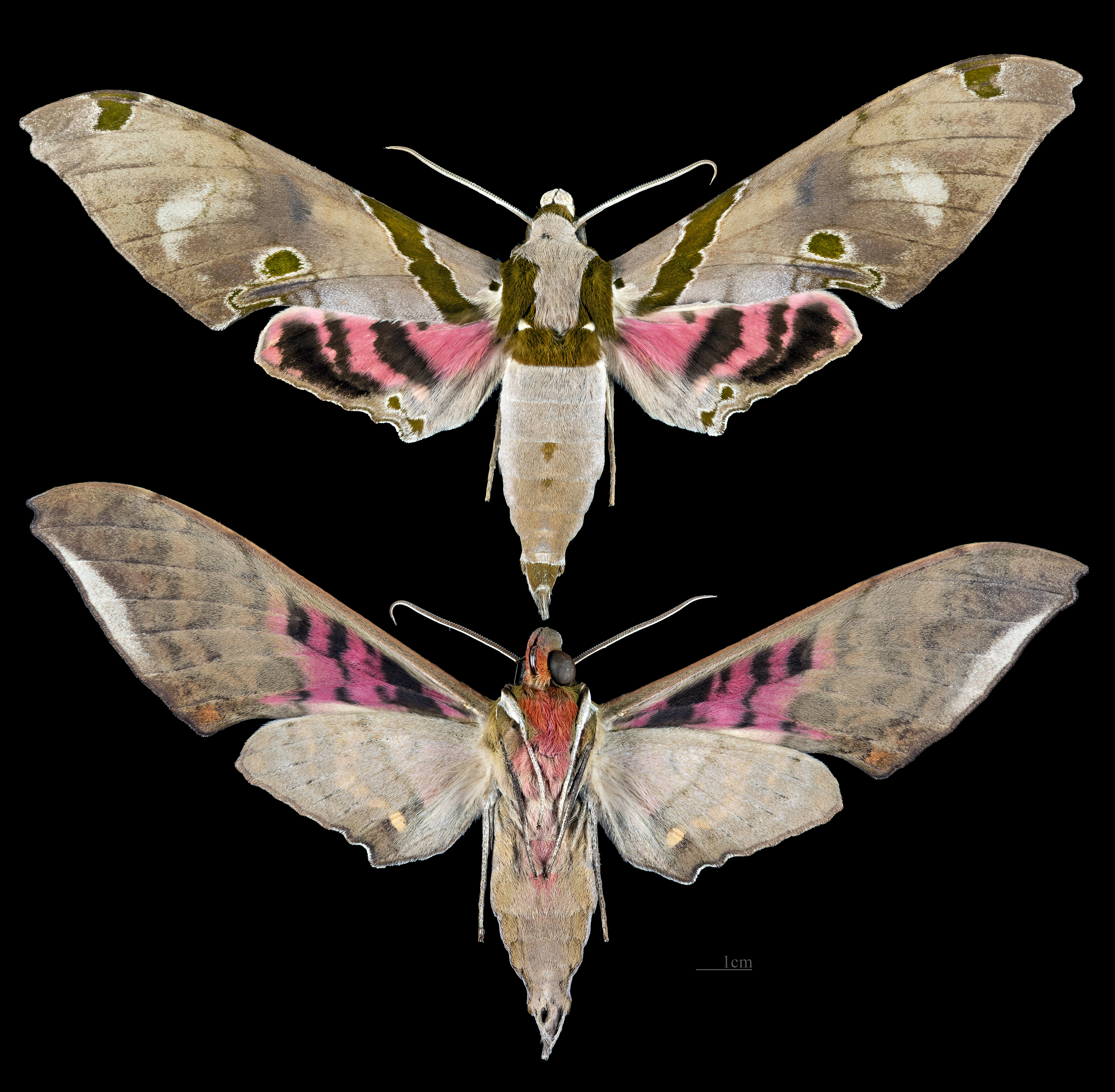
Adhemarius gagarini
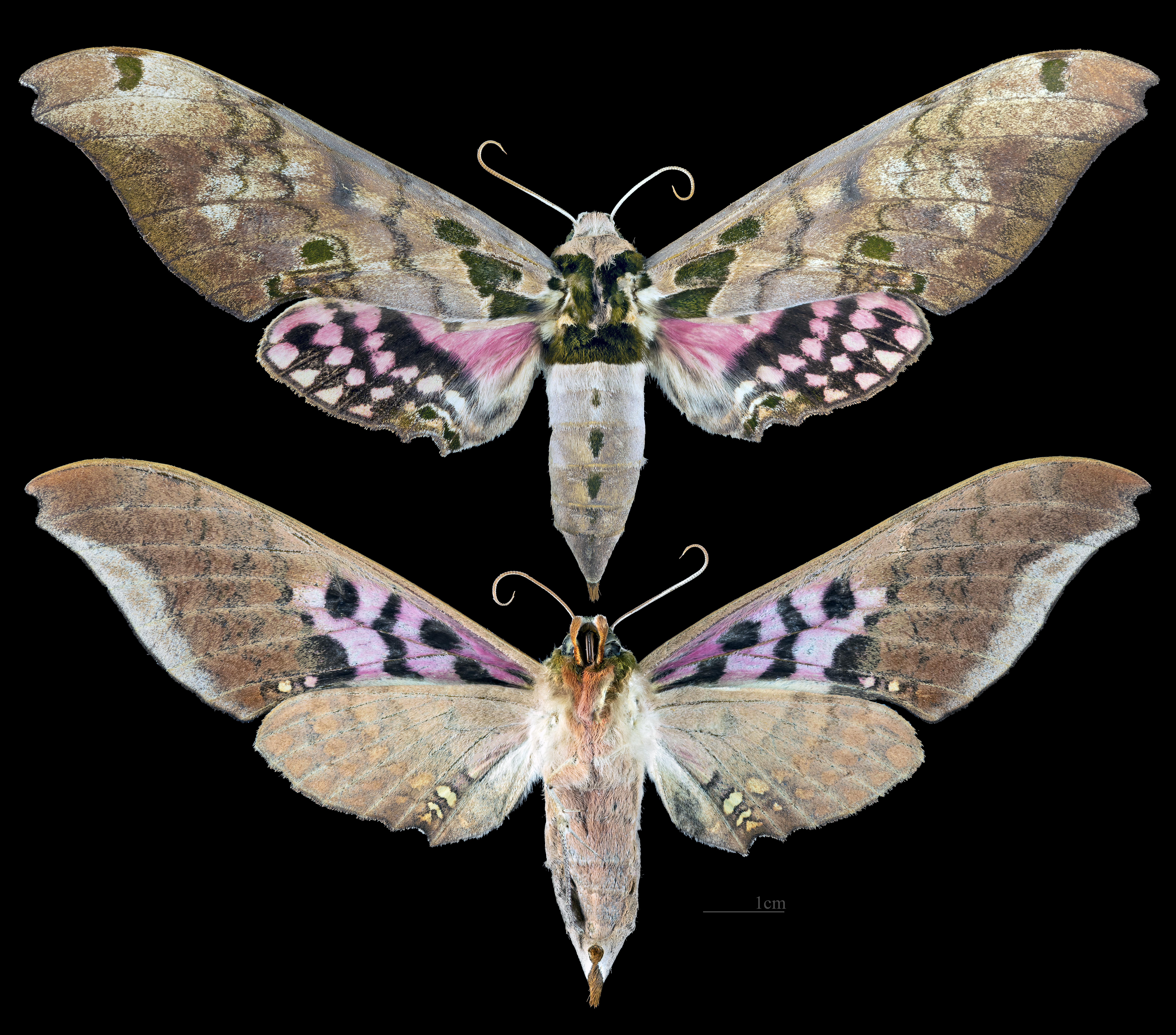
Adhemarius gannascus
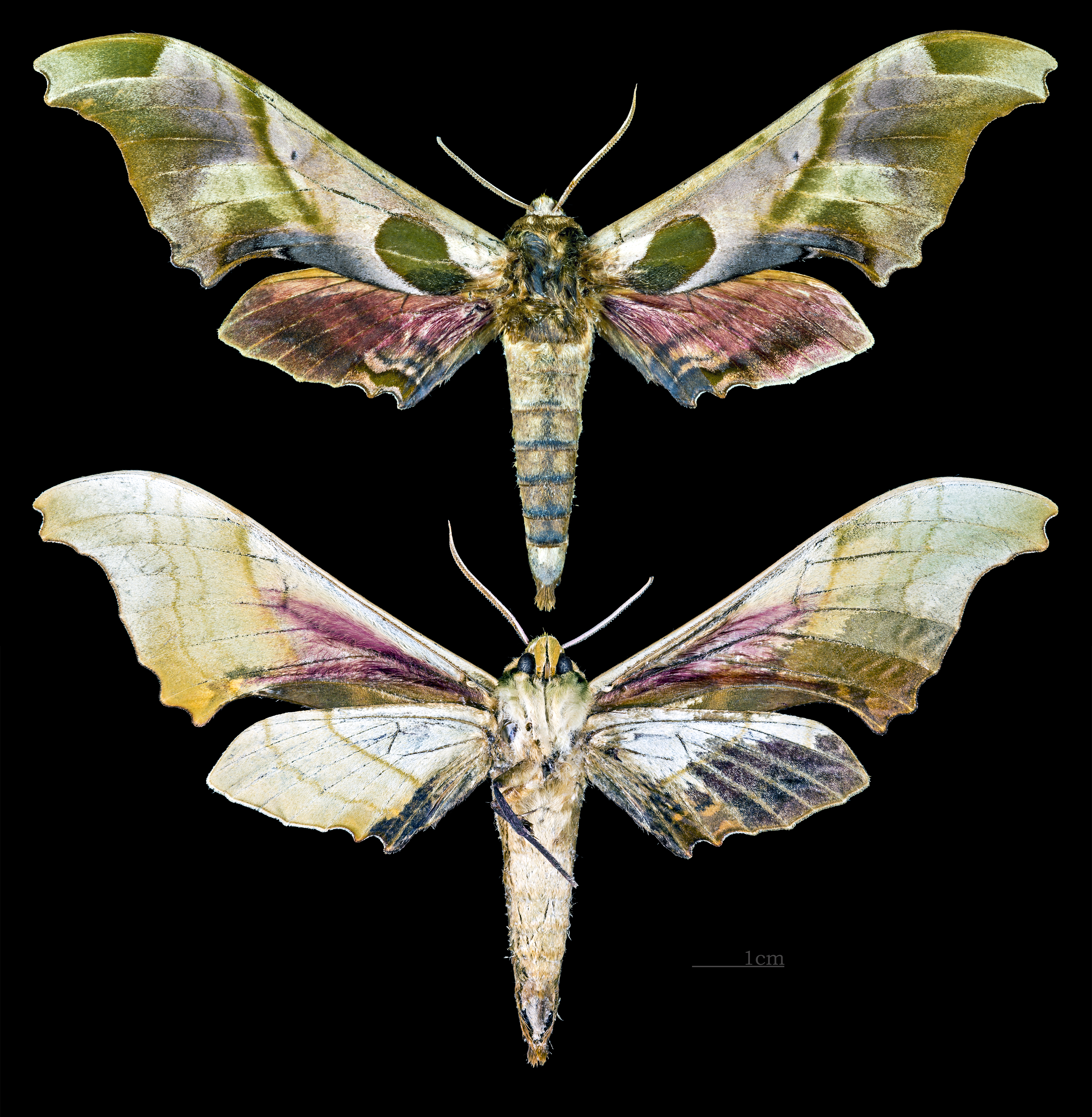
Adhemarius globifer
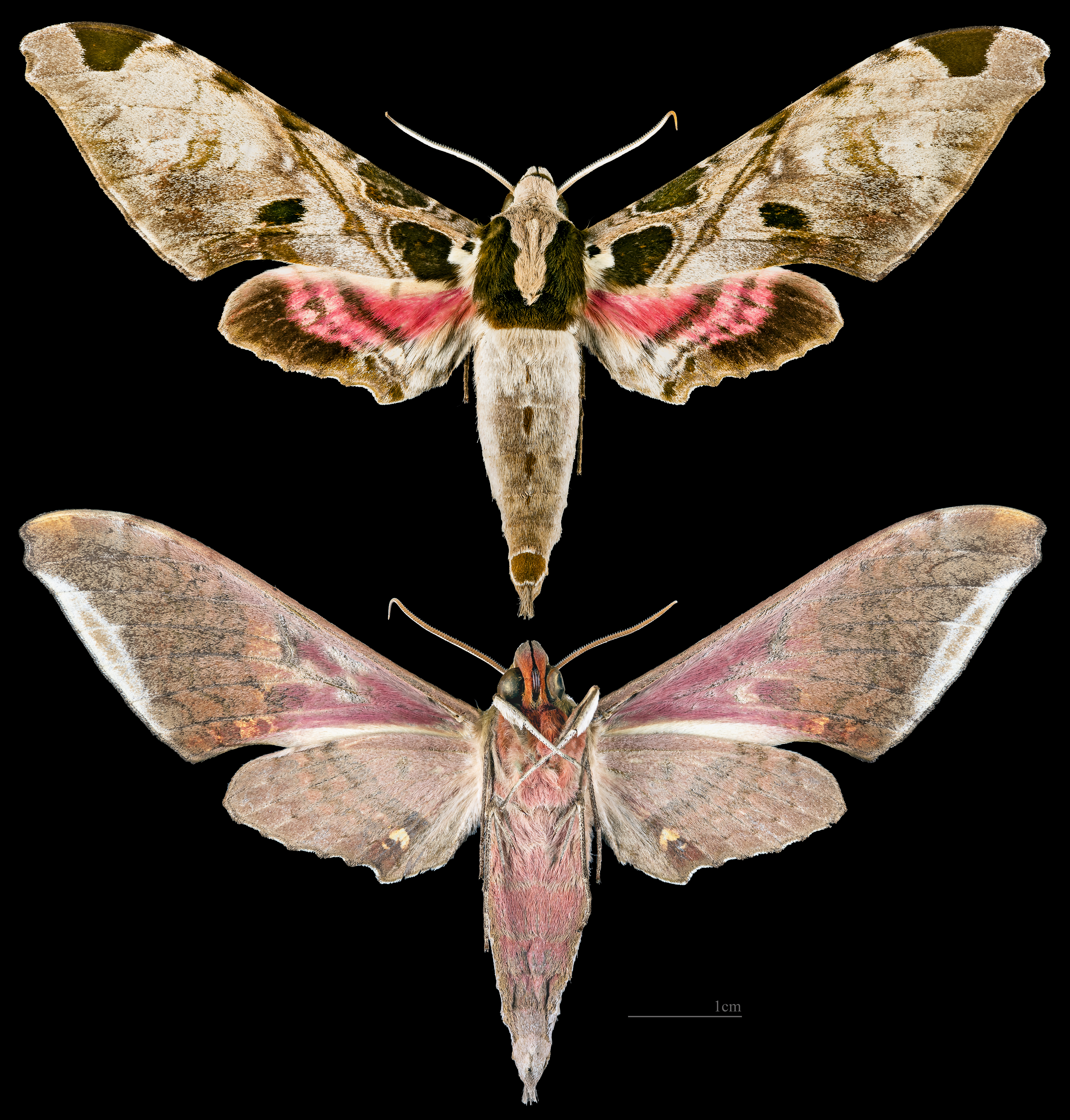
Adhemarius palmeri
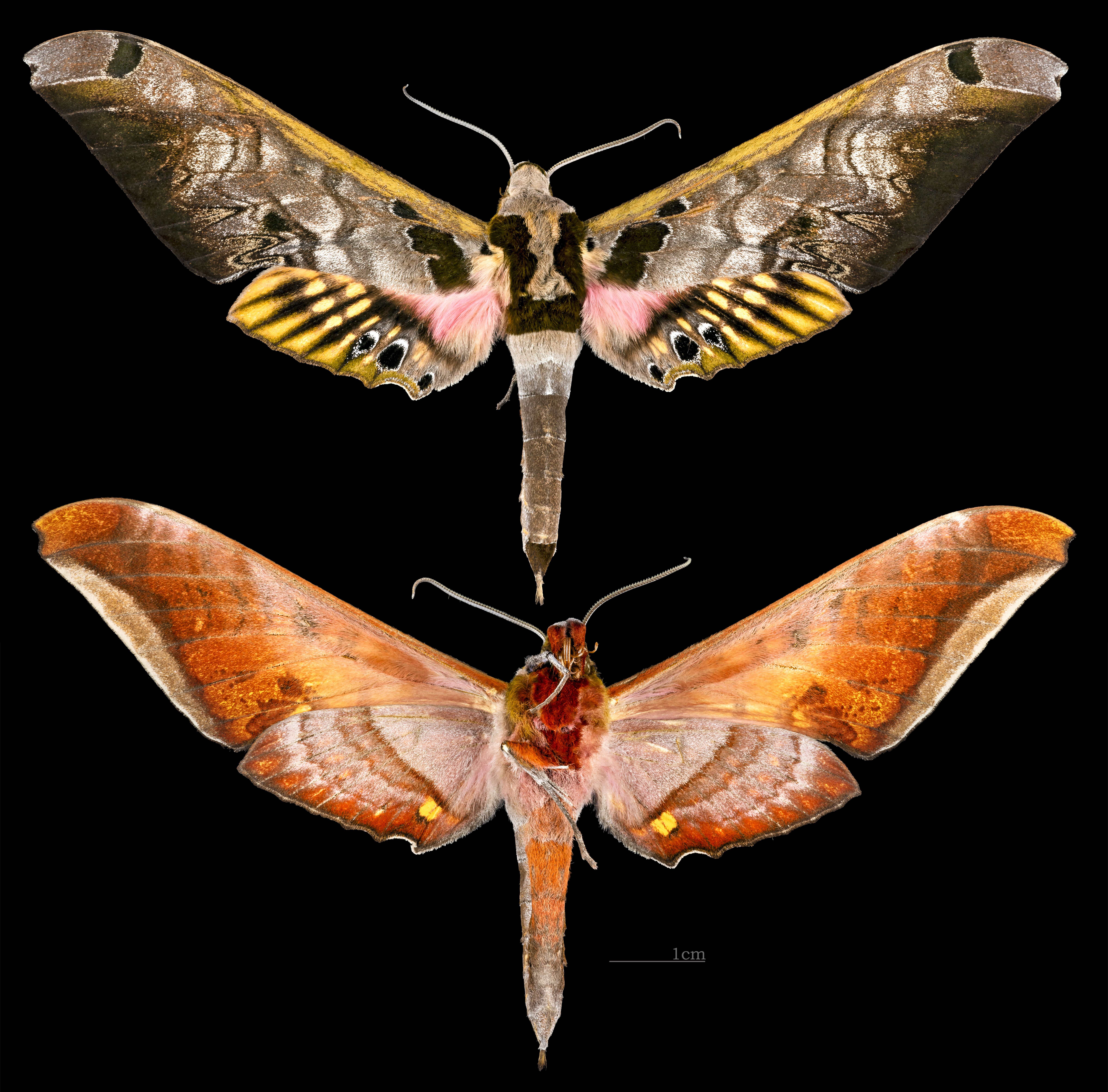
Adhemarius sexoculata
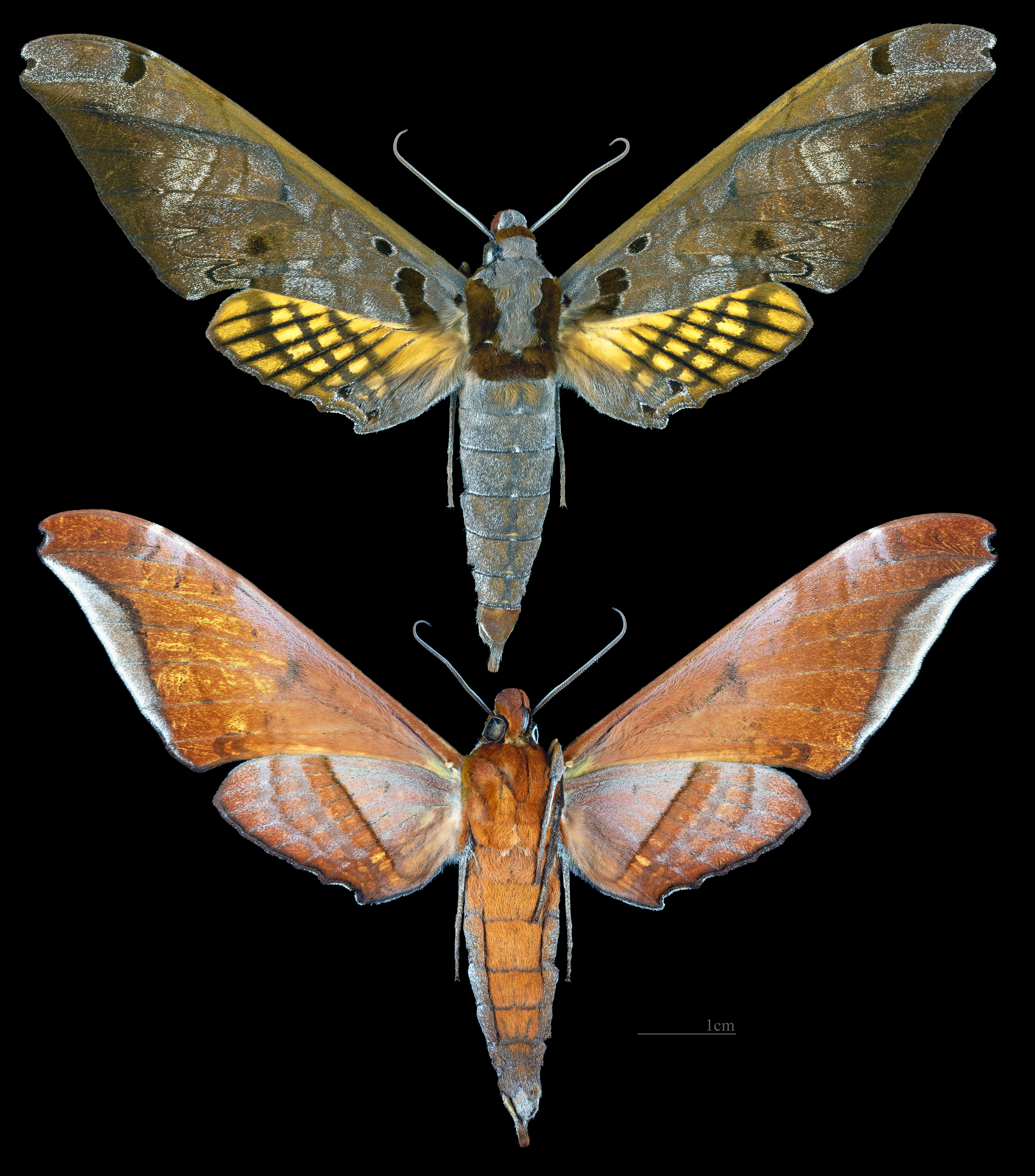
Adhemarius tigrina
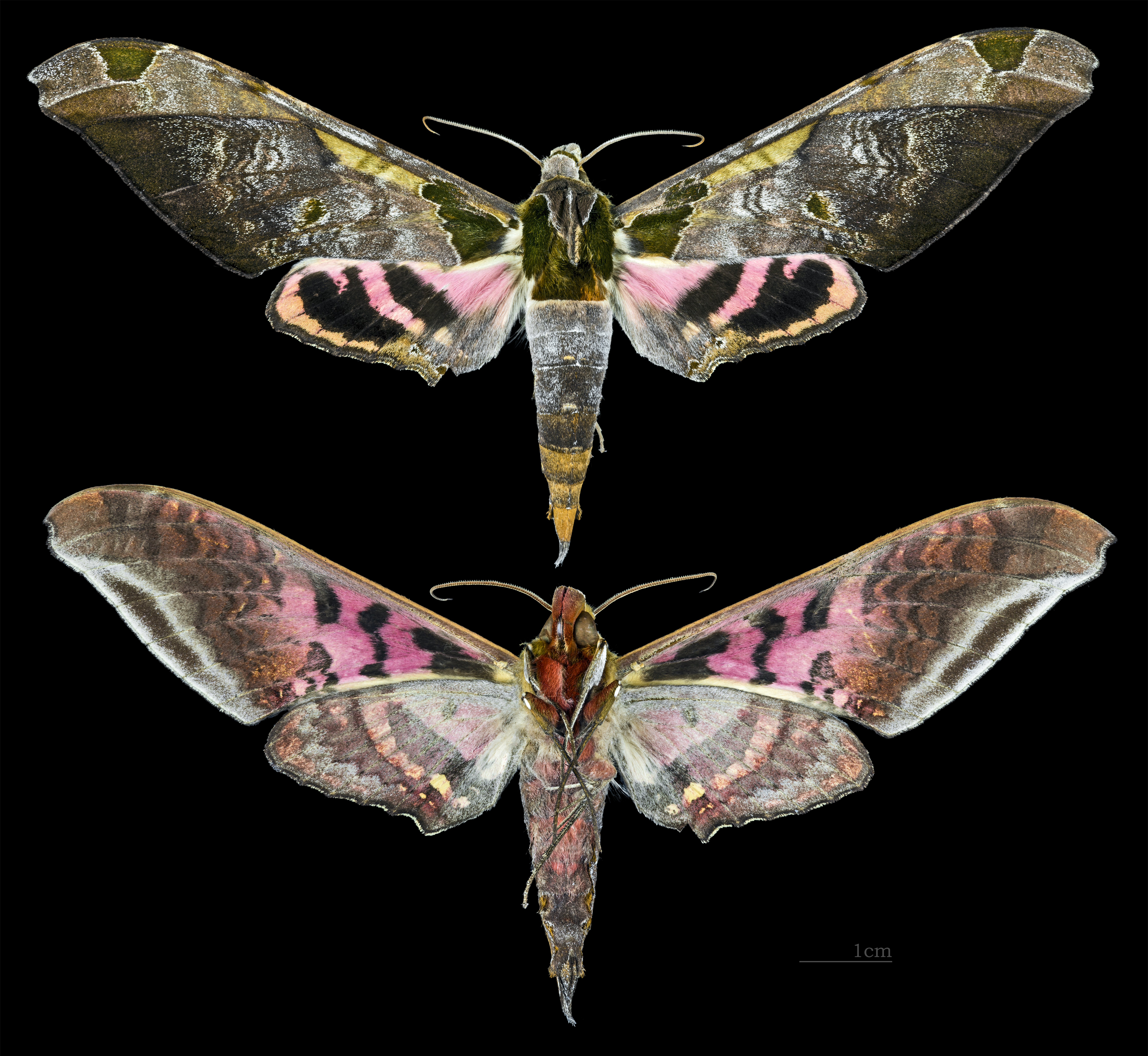
Adhemarius ypsilon

## Belege